# Oláh Dániel (orvos)
Oláh Dániel (Tiszadob, 1891. május 11. – Debrecen, 1954. február 2.) orvos, bőrgyógyász, mikológus, egyetemi tanár, az orvostudományok kandidátusa (1952).

## Élete
Oláh István földműves és Zákány Borbála fiaként született. 1909-ben a Debreceni Református Főgimnáziumban érettségizett. 1914. szeptember 12-én az oroszok fogságába esett, és éppen hat évvel később, 1920. szeptember 12-én jutott haza szerettei körébe.
1923-tól a debreceni Tisza István Tudományegyetem Bőr- és Nemikórtani Klinikáján működött mint tanársegéd. 1928-tól a Szabolcs vármegyei Erzsébet Közkórház Bőr- és Nemibeteg Osztályának főorvosa, majd a Közkórház igazgatója volt.
1936-ban a gombás eredetű bőr és haj betegségek című tárgykörből magántanárrá habilitálták. A következő évben az észt fővárosban 10 előadásból álló tanfolyamot tartott a Tallini Bőrgyógyász és Veneorológus Társaság meghívására. Az előadások befejezése után az észt bőrgyógyászati egyesület dísztagjává választotta. 1940-ben megkapta a magyar királyi egészségügyi tanácsosi címet.
1933 és 1949 között mint externista irányította a debreceni Bőr- és Nemikórtani Klinika mikológiai munkáját. 1949-től az Országos Orvosmikológiai Kutatóállomás vezetője volt, s ugyanebben az évben a tudományos kutatás és a tudományos szakirodalom művelése terén szerzett érdemei elismeréséül megkapta az egyetemi rendkívüli tanári címet.
Kiterjedt mikológiai szűrővizsgálatokat végzett. Fejlesztette a gombás bőrbetegségek diagnosztikáját és terápiáját.
Halálát idült keringési elégtelenség okozta.

## Művei
- A thorium-X (doramad) szerepe a bőrgyógyításban. (Orvosi Hetilap, 1926, 6.)
- Újabb adatok a granuloma anulare pathogenesiséhez. (Orvosi Hetilap, 1926, 31.)
- Triphal-dermatitis. (Orvosi Hetilap, 1927, 10.)
- Újabb műfogás a prostata hypertrophiásbetegek katheterezéséhez. (Orvosi Hetilap, 1927, 23.)
- Intravénás cuprum sulfuricum-injectiókkal kezelt gonorrhoeás szövődmények. (Orvosi Hetilap, 1929, 21.)
- Neurofibromatosis. (Morbus Recklinghausen.) (Orvosi Hetilap, 1929, 27.)
- Folytatólagos vizsgálatok Szabolcsvármegye fonálgombaflórájáról. (Orvosi Hetilap, 1934, 4.)
- A neosalutan, illetőleg revival az orvosi gyakorlatban. (Budapesti Orvosi Újság, 1934, 7.)
- Trichophylla profunda klinikai kórképéből tenyésztett acrostalagmus cinnabarinus Corda. (Orvosi Hetilap, 1934, 9.)
- Egy új Periconia törzs. Periconia keratitidis. (Orvosi Hetilap, 1934, 24.)
- Adatok a dyshydrosis és a dyshydrosiformis kórképek aetiológiájához, pathogenesiséhez és therápiájához. (Gyógyászat, 1939, 11–12.)
- Vonatkozásba hozható-e az Erythema mykoticum infantile generalisált alakja a Leiner-kórral? Máramarosi Györggyel, Tuza Klárával. (Orvosi Hetilap, 1953, 14.)